# Dillenia grandifolia
Dillenia grandifolia är en tvåhjärtbladig växtart som beskrevs av Nathaniel Wallich. Dillenia grandifolia ingår i släktet Dillenia och familjen Dilleniaceae. Inga underarter finns listade i Catalogue of Life.